# Tipula stubbsi
Tipula stubbsi är en tvåvingeart som beskrevs av Günther Theischinger 1979. Tipula stubbsi ingår i släktet Tipula och familjen storharkrankar. Inga underarter finns listade i Catalogue of Life.